# Cuộc tấn công Berlin (1760)
Trận tấn công Berlin là một trận chiến diễn ra vào tháng 10 năm 1760 trong cuộc Chiến tranh Bảy năm. Trong trận đánh đó, liên quân Áo và Nga tấn công kinh đô Phổ là Berlin và chiếm giữ nó trong vòng 4 ngày. Trong cuộc tấn công này – một trong số ít những cuộc giao chiến của người Nga trong các năm 1760 - 1761, quân Nga có dùng đến lực lượng Kỵ binh và lính Cossack. Tuy nhiên, thành Berlin không bị hủy hoại nặng nề gì mấy. sau khi quân Nga nhận được tiền "phí bảo vệ" do thành phố giao nộp, và trước tin viện quân Phổ sắp kéo tới nơi, liên quân Nga-Áo rút lui. Chỉ huy quân Nga trong trận này, Gottlieb Heinrich Totleben về sau bị cáo buộc là đã bị quân Phổ mua chuộc để rút quân khỏi thành phố và bị kết tội làm gián điệp.

## Bối cảnh
Sau một chuỗi những chiến thắng tới tấp trong năm 1759, những sự kiện diễn ra vào năm 1760 lại trở nên đáng thất vọng cho liên quân Nga-Áo. Mặc dù chiếm ưu thế tuyệt đối về binh lực, quân đội Áo đã bị vua Phổ Phriđrích II đánh cho một đòn vong mạng trong Trận Liegnitz vào tháng 8 năm 1760. Kế hoạch xâm chiếm Silesia đến đây là tiêu ma hết: đội quân của Laudon bị đập nát, quân đồng minh Nga-Áo cũng mất cơ hội tập hợp binh lực lại với nhau sau thảm bại này. Tuy nhiên, vì Phriđrích II sau đó quyết định tập trung phần lớn quân đội tại Silesia nên lực lượng bảo vệ kinh đô Berlin trở nên mỏng manh. Chớp lấy cơ hội này, người Pháp đã xúi quân Nga mở một cuộc tấn công nhằm xâm chiếm và cướp phá Berlin.
Trước đó, Berlin đã từng bị người Áo đánh chiếm một thời gian ngắn trong tháng 10 năm 1757. Còn theo kế hoạch của đợt tấn công lần này, lực lượng chính binh của liên minh sẽ thực hiện nghi binh ở Guben còn một đội kỳ binh Nga do Gottlieb Heinrich Totleben chỉ huy sẽ vòng sang phía Bắc để tập kích vào Berlin tại đó. Tiếp theo đó sẽ là đợt tấn công của quân Áo của Bá tước Franz Moritz von Lacy. Một lượng lớn kỵ binh Côdắc và khinh kỵ binh được trưng dụng trong chiến dịch này vì họ thích hợp cho các cuộc hành quân nhanh của kỳ binh.

## Diễn biến
Đạo tiên phong Nga 5.600 người do Tottleben chỉ huy vượt sông Oder và tập kích vào thành phố, mưu định đánh bại lực lượng phòng thủ Berlin bằng yếu tố bất ngờ. Trước tình hình đó, thống đốc Berlin là tướng von Rochow dự định rút bỏ thành phố để tránh mũi tấn công của quân địch; tuy nhiên chỉ huy kị binh Phổ là Friedrich Wilhelm von Seydlitz - vừa mới hồi phục sau khi dưỡng thương - đã đích thân đến đốc chiến. Ông ta chiêu mộ được một đội quân 2 nghìn người và đội quân này đã bẻ gãy được cuộc tập kích của Tottleben.

Lâu đài Charlottenburg đã bị quân Áo chiếm đóng trong chiến dịch này.

Khi nghe tin cấp báo từ Berlin gửi tới, vương tước Eugen xứ Wutternburg vội vã kéo lực lượng Phổ đang giao chiến với Thụy Điển tại Pommern về bảo vệ kinh đô; đồng thời viện binh từ Sachsen cũng kịp thời tới nơi, nâng tổng số binh sĩ đồn trú tại Berlin lên 18 nghìn. Tuy nhiên, quân Áo của Lacy cũng vừa tiến đến thành phố và cuối cùng thì quân đồng minh Nga-Áo vẫn áp đảo về binh lực. Sau khi Potsdam và Charlottenburg lọt vào tay người Áo, quân Phổ buộc phải bỏ Berlin, lui về Pandau để tránh bị tiêu diệt.
Trước tình hình không thể chống cự, hội đồng thành phố Berlin đã quyết định đầu hàng - tuy nhiên họ lựa chọn đầu hàng riêng rẽ với quân Nga - người Phổ biết tỏng là Áo với Phổ có mối thâm thù đại hận nhưng Phổ với Nga thì không. Ngay lập tức, người Nga đòi thành phố phải nộp một khoản phí 4 triệu Thalers để quân Nga bảo vệ các tài sản cá nhân của người dân Berlin; tuy nhiên sau những nỗ lực đàm phán của thương gia Johann Ernst Gotzowsky thì số "phí bảo vệ" này giảm xuống còn 1,5 triệu. Quân Áo thì chả thèm đợi lâu, họ cứ thế ồ ạt xông vào thành phố và đã đánh chiếm một phần đáng kể kinh đô của Phổ. Quả thật những người đứng đầu Berlin đã đoán đúng, quân Áo sẵn sàng ra tay tàn phá thành Berlin để trả thù cho việc Phổ đánh chiếm Sachsen và một số phần lãnh thổ Áo - còn người Nga thì quan tâm nhiều hơn đến danh tiếng của họ trên trường quốc tế, vì vậy họ hành động chừng mực và tỏ thái độ thương cảm với người dân thành phố. Tuy nhiên, vài khu vực của Berlin vẫn vị đốt phá bởi những kẻ chiếm đóng, trong đó có một số lâu đài của vương gia Phổ. 18 nghìn súng hỏa mai và 143 đại bác đã bị lấy mất. 1.200 tù binh và quân kỳ Nga, Áo bị mất trong các trận đánh cũng được "châu về hợp phố".
Tuy nhiên, sau khi hay tin đại quân Phổ của Phriđrích II đang kéo về Berlin, liên quân Nga-Áo vội vã rút khỏi thành phố vào ngày 12 tháng 10 - dầu sao thì mục tiêu "cướp phá" Berlin đã hoàn tất và họ cũng không muốn đụng đầu với Phriđrích. Quân đồng minh rút theo 2 hướng khác nhau: Lacy cùng quân Áo rút về Sachsen còn người Nga thì hội quân với chủ lực của họ tại vùng phụ cận Phơrăngphruốc trên sông Oder. Khi biết quân Nga-Áo đã rời kinh đô Phổ, Phriđrích II cùng ba quân cũng lục tục quay trở lại Silesia và Sachsen.

## Kết quả
Tin thất thủ Berlin đã khiến Phriđrích II chấn động và điên tiết. Tầm quan trọng mang tính tượng trưng của cuộc tấn công này còn biểu hiện ở chỗ nền công nghiệp đạn dược Phổ đã bị hủy hoại nặng nề. Phần lớn các xưởng chế súng đạn, như Xưởng Đại bác Hoàng gia Phổ, đã bị quân Liên minh phá đi. Tuy nhiên, ngoài ý nghĩa danh dự, thất bại ở Berlin chả ảnh hưởng mấy đến quân lực Phổ. Trái lại, nhà vua Phổ vẫn tiếp tục chiến đấu. Quân Nga cũng hỗ trợ quân Thụy Điển công kích pháo đài Kolberg của người Phổ nhưng thất bại. Sau đó quân Phổ còn đánh cho quân Áo một trận kinh hoàng và đẫm máu ở Torgau. Tướng Nga Tottleben sau đó bị kết tội làm gián điệp cho Phổ và bị xử tử, tuy nhiên cuối cùng Nữ Nga hoàng Ekaterina II đã miễn tội chết cho ông ta, chỉ phạt tước bỏ chức hiệu và đi đày.
Đến đầu năm 1762, sau khi Kolberg thất thủ, Berlin lại đứng trước nguy cơ bị đánh chiếm, lần này nếu bị chiếm thì sẽ dẫn đến tai họa cho nước Phổ. Tuy nhiên, hai nước Nga và Áo lúc này cũng đã bị tiêu hao ngân khố và chán nản chiến tranh. Thế rồi, một tình tiết may mắn không ngờ đã xảy ra cho Phriđrích và người Phổ bất ngờ chuyển bại thành thắng.